# Ivalo

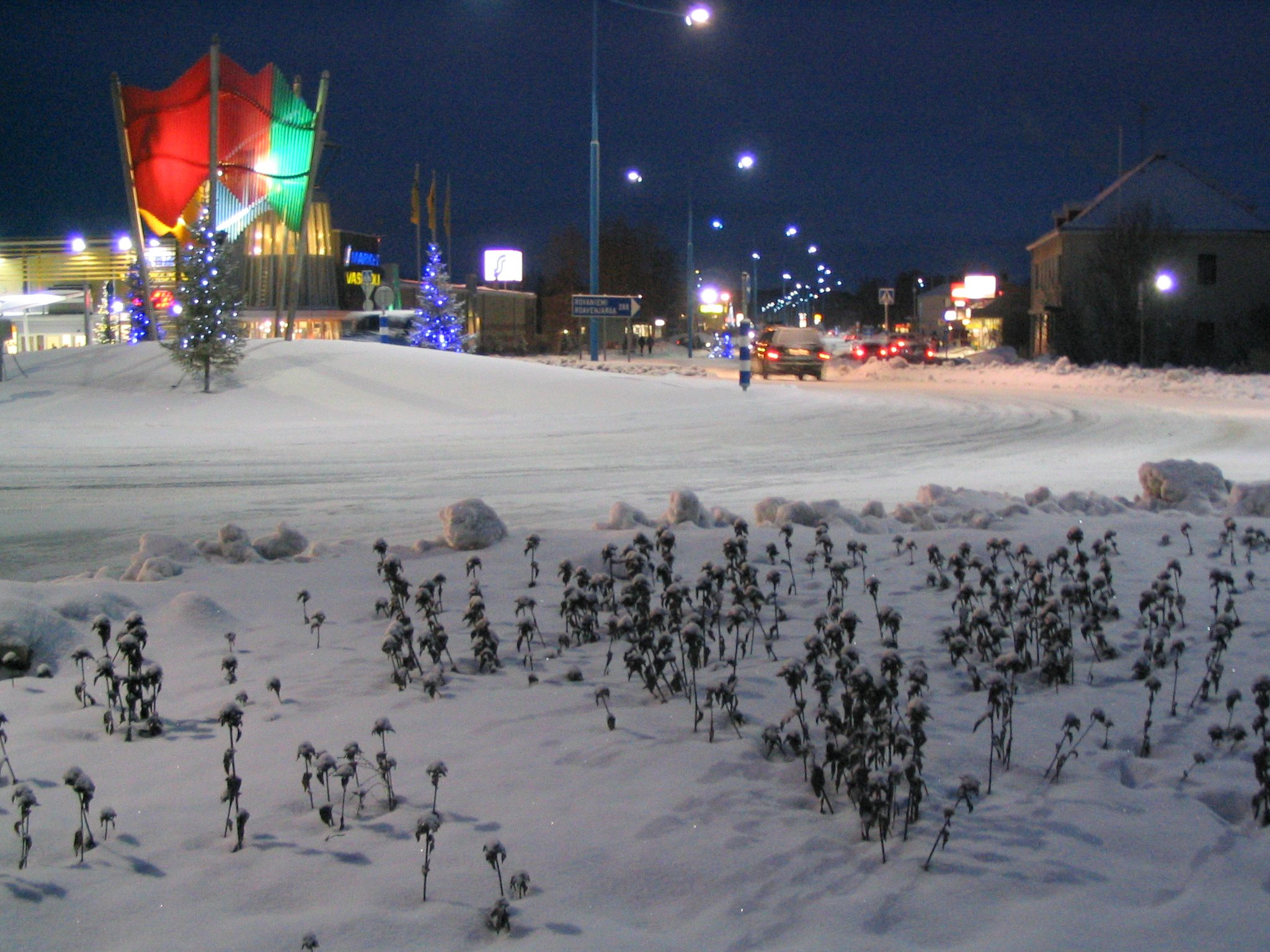
Centre d'Ivalo al gener

Ivalo (Avvil en sami del nord, Â'vvel en sami dels Skolts i Avveel en sami d'Inari) és un poble del municipi d'Inari, a la Lapònia finlandesa, situat a la vora del riu Ivalo a 20 quilòmetres al sud del Llac Inari al cercle polar àrtic. Té una població de 3.998 habitants a partir de 2003 i un petit aeroport. A 30 quilòmetres cap al sud d'Ivalo hi ha un complex de lleure molt popular que es diu Saariselkä. El pas fronterer més proper a Rússia es troba a uns 50 km d'Ivalo: l'estació fronterera de Raja-Jooseppi està gestionada per les autoritats de Finlàndia.

## Personatges il·lustres
- Kati-Claudia Fofonoff, escriptora i traductora.